# Schizotetranychus celtidis
Schizotetranychus celtidis är en spindeldjursart som beskrevs av James P. Tuttle och Baker 1968. Schizotetranychus celtidis ingår i släktet Schizotetranychus och familjen Tetranychidae. Inga underarter finns listade i Catalogue of Life.